# 21519 Josephhenry
A 21519 Josephhenry (ideiglenes jelöléssel 1998 KR54) a Naprendszer kisbolygóövében található aszteroida. A LINEAR projekt keretében fedezték fel 1998. május 23-án.